# Pilimyia lateralis
Pilimyia lateralis är en tvåvingeart som först beskrevs av Macquart 1846.  Pilimyia lateralis ingår i släktet Pilimyia och familjen parasitflugor. Inga underarter finns listade i Catalogue of Life.